# 黄台基泡子
黄台基泡子是位于中国内蒙古自治区通辽市扎鲁特旗乌力吉木仁苏木东南的一个湖泊。其具体位置约为东经121°04′，北纬43°37′。湖面海拔240米，面积约7平方公里，为淡水湖，内建有渔场。台基为官职名，该湖因乌兰台吉葬于其旁而得名。